# 臺南美國學校
23°00′26″N 120°13′20″E / 23.007279°N 120.222162°E
臺南美國學校（英語：J.M.W. School）是第二次世界大战後，駐臺美軍設立於臺南市北區的學校，設校時間為1953年至1976年，原址現為開元振興公園。

## 介紹
國民政府在1949年遷台以及1950年的韓戰爆發後，美國政府為協防台灣，於1950年8月至1979年5月由美軍派駐台灣各地，其中在台南地區是派駐在台南市區南側的台南空軍基地，因此帶來了住台南的美軍及其眷屬，以及美軍俱樂部、教堂等設施發展。台南美國學校即在此背景下設立，類似的學校還有台北美國學校。

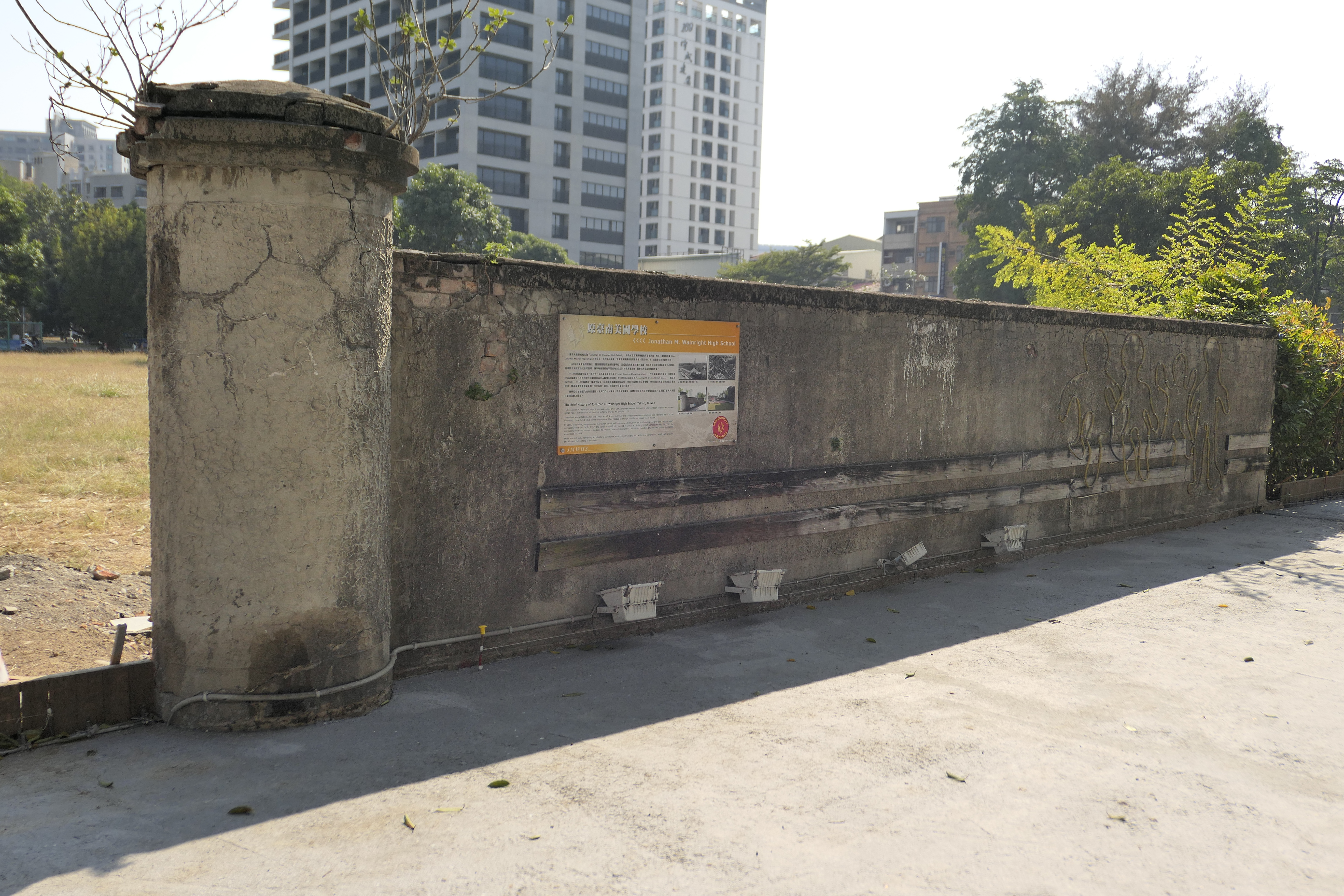
臺南美國學校圍牆遺跡

臺南美國學校設立於1953年，最初租借台南市區建築做為教室，校名為台南駐台美軍顧問團學校（英語：Tainan MAAG school）。在1955年蓋好第一棟校舍後改稱台南美國小學（英語：Tainan American Elementary School），於1960年再改稱強納森溫萊特學校（英語：Jonathan M.Wainwright High School，簡稱J.M.W. School），是為了紀念曾在二戰期間擔任美軍菲律賓軍區司令的喬納森·溫萊特。台南美國學校包含了國小、國中和高中，全校人數一度達400人。學校於1975年隨美軍逐漸撤離台灣而廢校，學校設施在廢校後陸續拆除，目前為綠地和部分學校圍牆殘跡。另外，台南美國學校校地原為三分子日軍射擊場之一部分。
臺南市政府交通局於2016年原計畫在臺南美國學校原址設立開元轉運站，有公車及客運轉運站及複合型商業大樓，但因附近居民反對綠地開發而取消計畫，改由台南市政府都市發整局偕同北區區公所藉由地方創生設置阿嬤妳看（英語：American）文創市集，每兩週擺攤一次。

## 校友
- 楊甦棣（曾任美國在台協會臺北處處長）[1]